# (7562) Kagiroino-Oka
(7562) Kagiroino-Oka est un astéroïde de la ceinture principale.

## Description
(7562) Kagiroino-Oka est un astéroïde de la ceinture principale. Il fut découvert le 30 novembre 1986 à Kiso par Hiroki Kosai et Kiichiro Hurukawa. Il présente une orbite caractérisée par un demi-grand axe de 2,77 UA, une excentricité de 0,02 et une inclinaison de 3,3° par rapport à l'écliptique.

## Compléments